# Fadenbach

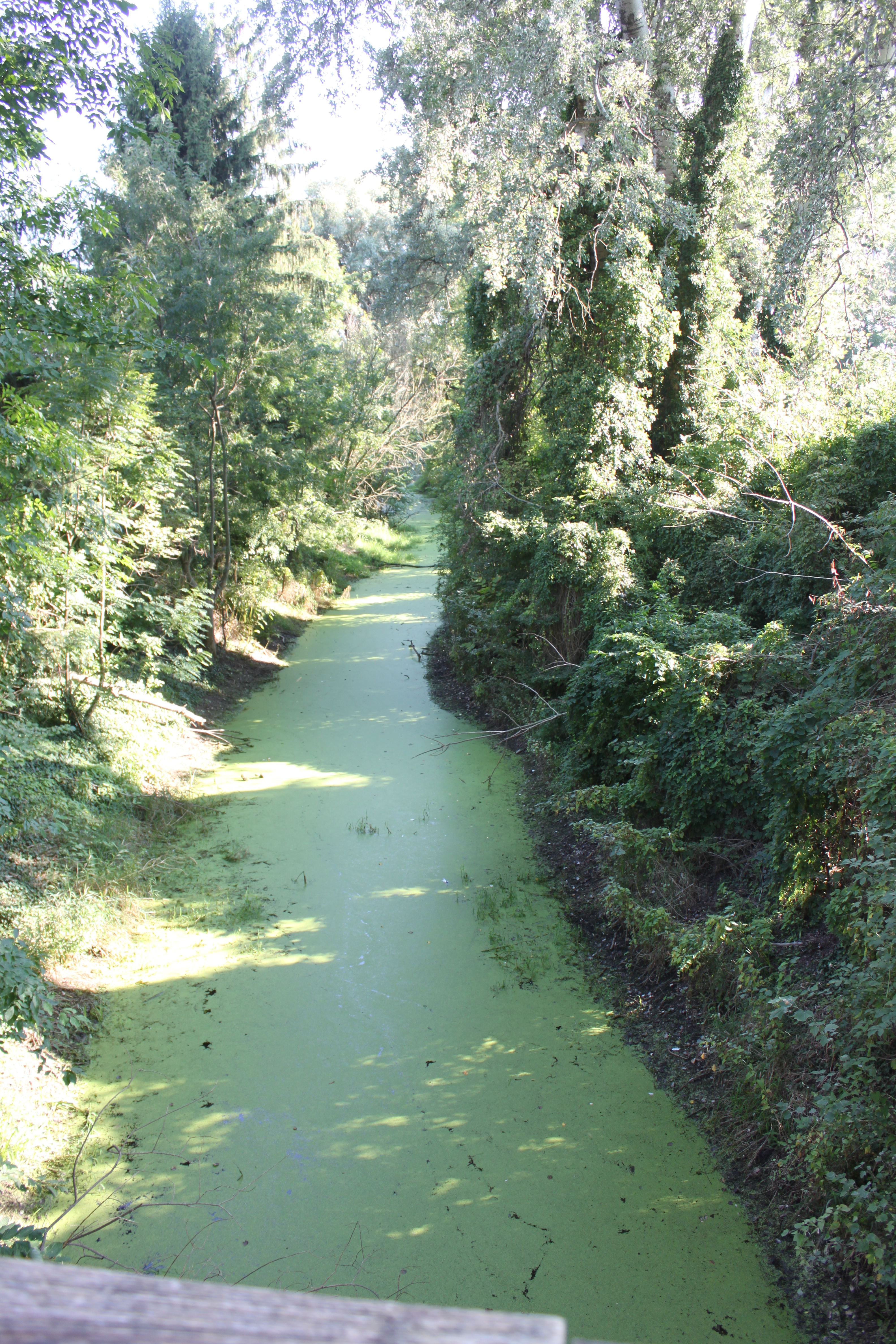
Der Fadenbach südlich beim Schloss Orth

Die Faden, auch Fadenbach, ist ein ehemaliger Seitenarm bzw. Altwasser der unregulierten Donau im Bezirk Gänserndorf in Niederösterreich, dessen Verlauf streckenweise den Nationalpark Donau-Auen nördlich begrenzt.

## Name
Erstmals urkundlich in Erscheinung tritt der Fadenbach 1260 in Form von insula Phatenouwe. Die Deutung des Namens ist nicht sicher. Möglicherweise liegt hier das mittelhochdeutsche Wort vade, vate (='Umhegung, Zaun') zu Grunde und hätte vielleicht die metaphorische Bedeutung 'Fluss, der eine Insel umzäunt/einhegt'. Alternativ wäre auch ein rekonstruiertes germanisches Wasserwort *faþ-/*fad- denkbar.

## Wien
Im Zuge der Wiener Donauregulierung im Jahre 1870 wurde der Fadenbach abgeschnitten und damit seiner Quelle beraubt. Nach der Wiener Pforte verlief der linksufrige nördliche Rand der Donau über die Schwarze Lacke in Jedlesee, wo am Beginn der ehemaligen Lacke der Anfang des Marchfeldkanals errichtet wurde. Der weitere Verlauf ist der Floridsdorfer Wasserpark, die Alte Donau, das Mühlwasser, der Groß-Enzersdorfer Arm, das Eberschüttwasser, Mittelwasser und das Kühwörther Wasser, welche jetzt stehende Gewässer sind.

## Niederösterreich
Der Fadenbach beginnt in der Lobau und verläuft über Groß-Enzersdorf mit den Katastralgemeinden Mühlleiten und Schönau an der Donau, Mannsdorf an der Donau, Orth an der Donau, Eckartsau mit den Katastralgemeinden Eckartsau, Wagram an der Donau und Witzelsdorf, und endet in Engelhartstetten in der Katastralgemeinde Stopfenreuth.
Die Revitalisierung des Fadenbaches und die Vernetzung der zerstückelten Gewässer ist ein langfristiges Projekt der betroffenen Gemeinden mit dem Nationalpark Donau-Auen und den Österreichischen Bundesforsten. Zum Konzept der Grundwasseranreicherung bestehen geteilte Meinungen.

## Fauna
1992 wurde der in Österreich seit 1975 als ausgestorben betrachtete Europäische Hundsfisch im Fadenbach zwischen Orth und Eckartsau wiederentdeckt. Seither konnte er im Rahmen von Nachzuchtprogrammen wieder weiträumiger in seinen ursprünglichen Verbreitungsgebieten angesiedelt werden.
Beim Fadenbach zwischen Orth und Eckartsau wurden 34 Arten von Libellen beobachtet.